# Urban Legends
Urban Legends è stata una trasmissione televisiva dedicata alle leggende metropolitane, andata in onda su Italia 1 nel 2007 e condotta da Andrea Pellizzari.

## Contenuti
Condotta da Andrea Pellizzari e la  modella brasiliana Regina Fioresi, la trasmissione vede sei storie, narrate nel corso della serata, tra le quali due vere e quattro false. Lo scopo della trasmissione è quello di indovinare quali siano le due veritiere.

## Distribuzione
La trasmissione è andata in onda su Italia 1 il lunedì sera, alle 23:35. È stato in seguito replicato sui canali Italia 2 e Top Crime.